# Программный документ: Варианты политики в отношении гражданского населения Газы
Программный документ: Варианты политики в отношении гражданского населения Газы (ивр. נייר מדיניות : חלופות לדירקטיבה מדינית לאוכלוסייה האזרחית בעזה‎, датирован 13 октября 2023 г.) — десятистраничный программный документ, подготовленный Министерством разведки Израиля, небольшим министерством, которое проводит исследования, но не определяет политику, и который предлагает насильственно переселить 2,3 миллиона жителей сектора Газа на египетский Синайский полуостров. В документе, который попал в СМИ в конце октября 2023 года, рассматривались и отвергались две дополнительные альтернативы как недостаточные для защиты интересов безопасности Израиля: разрешение Палестинской администрации управлять сектором Газа и разрешение там развиваться новому местному правительству. Правительство Израиля преуменьшило значение этого документа как гипотетического «концептуального документа» и заявило, что «не было никакого предметного обсуждения» документа с представителями службы безопасности. Документ был осуждён палестинцами и негативно повлиял на израильско-египетские отношения. «Вариант С», одобренный в докладе, широко описывался[кем?] как равнозначный этнической чистке.

## Содержание
Документ под названием «Программный документ: варианты политики в отношении гражданского населения Газы» был подготовлен Министерством разведки Израиля во главе с Гилой Гамлиэль. Он состоит из десяти страниц и датирован 13 октября 2023 года, через шесть дней после нападения ХАМАС на Израиль в 2023 году.
В документе предлагаются три альтернативы, "чтобы произвести существенные изменения в гражданской реальности в секторе Газа в свете преступлений Хамаса, которые привели к войне «Железные мечи».

### Вариант A
Первая альтернатива, предложенная в документе, озаглавленная «Вариант А», предлагает восстановить суверенитет Палестинской автономии в секторе Газа. Документ отвергает эту альтернативу, поскольку она была бы неэффективной в сдерживании нападений на Израиль, и это была бы «беспрецедентная победа палестинского национального движения, победа, которая унесёт жизни тысяч израильских гражданских лиц и солдат, и не обеспечивает безопасность Израиля». В документе говорится, что эта альтернатива является «вариантом с наибольшим риском».

### Вариант B
Вторая альтернатива в документе, Вариант B — создание нового местного режима в Газе в качестве альтернативы ХАМАС, — также отвергается как неэффективная в сдерживании нападений на Израиль, среди других причин.

### Вариант C
Третий вариант, вариант C, предполагает переселение 2,3 миллиона жителей сектора Газа на Синайский полуостров Египта. В докладе предлагается осуществить перемещение населения в три этапа. Во-первых, создание палаточных городков на Синае к юго-западу от сектора Газа, за которым последовало бы создание гуманитарного коридора и, наконец, строительство постоянных городов на севере Синая. Зона безопасности шириной в несколько километров между Израилем и Египтом не позволит перемещённым палестинцам вернуться. В документе не рассматривается, что произойдёт с сектором Газа после предлагаемого переселения.
В документе говорится, что многие жители Газы пожелали покинуть Газу, и предлагается провести кампанию по пропаганде этого плана среди жителей Газы с такими лозунгами, как «Аллах позаботился о том, чтобы вы потеряли эту землю из-за руководства Хамаса — нет другого выбора, кроме как переехать в другое место с помощью своих братьев-мусульман».
В документе предполагается, что Египет, Турция, Катар, Саудовская Аравия и Объединённые Арабские Эмираты могли бы поддержать этот план финансово или приняв палестинских беженцев в качестве граждан. Канада также считается возможным местом переселения беженцев из-за её «мягкой» иммиграционной практики.
В документе говорится, что согласно международному праву Египет будет обязан разрешить перемещение населения, и предлагается, чтобы Соединённые Штаты оказали давление на Египет и другие страны, чтобы они приняли беженцев.
В документе говорится, что эта альтернатива является предпочтительной, поскольку она лучше всего подходит для безопасности Израиля и «принесёт положительные и долгосрочные стратегические результаты».
В документе признаётся, что это предложение «может быть сложным с точки зрения международной легитимности», и говорится: «По нашей оценке, боевые действия после эвакуации населения приведут к меньшим жертвам среди гражданского населения по сравнению с тем, что можно было бы ожидать, если бы население не было эвакуировано».

## Публикация и реакция
О существовании документа впервые сообщил «Калькалист» 24 октября 2023 года. Он был впервые опубликован полностью в журнале Local Call (Сиха мекомит) 28 октября 2023 года. Данный документ не предназначался для распространения среди общественности или прессы.
Премьер-министр Израиля Биньямин Нетаньяху преуменьшил значение доклада, назвав его гипотетическим «концептуальным документом».
Доклад усилил напряжённость в израильско-египетских отношениях и вызвал осуждение со стороны палестинцев, для которых он возродил воспоминания о Накбе.